# 九品芝麻官
《九品芝麻官之白面包青天》，簡稱《九品芝麻官》（英語：Hail the Judge），是1994年的香港喜劇電影，由王晶執導，周星馳主演。副標題「白面包青天」中的「白面」即「白臉」，原因是周星馳扮演北宋名臣包拯的後人包龍星。包龍星是一個小官，为了幫一名冤獄被判處死刑的女子伸冤，歷經千辛萬苦，終於打敗了犯罪者與背後的惡勢力，告大白於天下。

## 劇情
清朝同治年間（劇中應為1874年），廣東人包龍星因不學無術，甚至不太識字（如把「庶民」讀成「蔗民」），無力科舉，其父包不同曾任縣令，望子成龍，於是出錢為他捐納為九品候補知縣（故稱「芝麻官」，比喻其官卑職小），因其上司七品縣令陳百祥告病在家，因而由包龍星暫代縣令一職。
包龍星為宋代號稱青天大人的包龍圖（包拯）後裔，卻無包龍圖維護公義的精神，時常接受惡人的賄賂而誣害善良，以至於人人喊打。有一次，包龍星應邀參加當地仕紳戚家婚宴，原來是患有嚴重肺癆的戚家二少爺為了沖喜，娶了美女秦蓮，是為「戚秦氏」，誰知京師六扇門第一捕頭雷豹（花名「豹子頭」），追捕江洋大盜時途經此地，豹子頭自恃武藝高強，在途中毆打無辜的百姓，大鬧戚家喜酒，勒索財物，包龍星假意奉承豹子頭，說要召大量酒女，花酒招待，却設了一個陷阱把欺負百姓的捕頭豹子頭逮捕，而一夕翻身，成為人人尊敬的好官。
水師提督常昆之子常威，與姚婉君（又稱「戚姚氏」，常威的表妹，戚秦氏的婆婆）私通，在喜宴中，常威看見戚秦氏美艷動人，於是色心大起，開始覬覦戚秦氏。三個月後，常威闖入戚家，將正在禮佛的戚秦氏迷姦。戚秦氏卻醒轉，抵死反抗、逃走，常威一怒之下殺了戚家一十三口，僅有戚秦氏倖免，包龍星與衙役們飲酒夜歸時捉了常威，將常威拘禁於縣府大牢。
常家聘來的廣東四大狀師之一的方唐鏡，方唐鏡奸險巧詐，請包龍星網開一面，讓「常威的祖母」到獄中面會，其實卻是帶著常昆到獄中，與常威串通滅証，將這樁滅門血案嫁禍給有孕在身的戚秦氏，用一個晚上的時間把原告打成了被告，也陷害了包龍星，使其拿了大量白銀，因收賄罪身陷囹圄。包龍星的侄子兼師爺包有為，派人幫助包龍星逃獄，包龍星結識了雜技團的吳廣得、吳好緹兩兄妹，混入雜技團，不久有為也入了團，包龍星跟吳好緹談起戀愛，並在雜技團庇護之下，到了京師。
包龍星試圖投靠父親昔日的生死之交刑部尚書花公，誰知花公不僅不念舊情，還與常昆勾結，惡整了包龍星叔侄一頓，使他們在京城無以為生；兩人到廟口販賣紙錢、線香，又遭到常昆、花公派人迫害，包有為因為去領取救濟物資而淪為街民，包龍星則因在妓院「鳳來樓」吃霸王餐，被老鴇三姑迫著成為端茶跑腿的侍應生，祖傳的「青天秘笈」也在爭執中被燒毀。
包龍星某日工作時看到三姑與另一家妓院的老鴇「烈火奶奶」吵架，受到啟發，奮發練就三寸不爛之舌。鳳來樓當家藝妓如煙向包龍星尋求安慰時惹怒了三姑，三姑因而與包龍星吵架慘敗；接下來包龍星又跟所有附近的婆婆媽媽大吵一番，榮登鳳來樓吵架王。
某日如煙與包龍星閒聊，孰料豹子頭、同治帝和協理大臣先後前來鳳來樓找如煙，同治帝利用鬥獸棋原理，命地位最低的包龍星出手。包龍星憑口才成功趕走協理大臣後，揚言要洩漏皇帝嫖妓的事，皇帝只好准許其告御状，並封他為八府巡按（臺灣版配音作八府巡撫），原先與包敵對的豹子頭也被皇帝敕封為包龍星的副官，加入了包龍星陣營。上諭命包龍星為欽差大臣重審此案，尚書花公、提督常昆、縣令陳百祥會審。
在公堂上，雖然包龍星成功推翻了方唐鏡勾結衙門所作的種種偽證，但常昆找來了內務府總管李連英趕來旁聽，還帶來了老佛爺賜予的黃馬褂讓常威穿上，使得包龍星無法對常威拷打取供。在李連英威逼要盡快結案之下，包龍星急中生智，借「滴血認親」的把戲套出了常威的口供。常威劫持李連英，想要逃離公堂，但豹子頭格鬥中打倒了常威，把常威推至虎頭鍘上就地正法，戚秦氏終於沈冤得雪。至於常昆、花公及陳百祥三名官員也因為包庇常威而被革職，遊街示眾。
雖然包龍星一戰成名，但卻隨即辭官，以戚秦氏給予的戚家家傳壯陽藥秘方，借「印度神丹」之名大作推銷，大發利市，並迎娶昔日幫助過自己的雜技團千金吳好緹與鳳來樓藝妓如煙，大享齊人之福，兩位嬌妻還同時懷孕，雙喜臨門。正當眾人慶賀時，恬親王到場並宣布同治帝駕崩，包龍星詢問死因，恬親王尷尬地低聲回答「花柳病」，包龍星嚇得把從皇帝身上撿到的龍內褲丟開，也讓在場眾人嚇得一哄而散。

## 演員表

### 主要人物
| 演員   | 粵語配音 | 國語配音 | 角色            | 附註 |
| ------ | -------- | -------- | --------------- | --- |
| 周星馳 | 周星馳   | 石班瑜   | 包龍星          | 包拯後代，包不同十三子 因科舉不第，花錢捐官得候補知縣一職，後因戚秦氏一案，遭方唐鏡陷害而免職入獄 接著逃獄成功，上京請求刑部尚書花公協助不成，不過因而結識莫再緹與如煙兩位美女，還與兩人相戀 之後因巧合遇見同治帝，藉機告了御狀，被提拔為八府巡按（臺灣版配音作八府巡撫） 最終成功還戚秦氏一個清白，事後辭官開店，借「印度神丹」之名販售壯陽藥，並迎娶莫再緹與如煙。 |
| 吳孟達 | 吳孟達   | 胡立成   | 包有為          | 包龍星的侄子兼師爺，知人世故，聰明機智，曾設法救出獄中的包龍星。 |
| 張敏   | 何錦華   | 劉小芸   | 戚秦氏 （秦蓮） | 戚家媳婦 包龍星之愛慕對象 懷有戚家的遺腹子 懷孕時被常威強姦，並被陷害而判死刑 滅門案重審時被用刑不久就臨盆 最後在包龍星的協助下成功翻案，為表謝意，把戚家家傳壯陽藥秘方送給包龍星。 |

### 其他人物

#### 包家
| 演員   | 粵語配音 | 國語配音 | 角色   | 附註 |
| ------ | -------- | -------- | ------ | --- |
| 吴回   | 吴回     | 雷威遠   | 包不同 | 包龍星之父，致仕，曾為貪官但尚有良知，遭報應死了十幾個兒子後告老還鄉。包有為祖父，包婆婆之夫。                                                   |
| 夏萍   | 夏萍     | 杜素真   | 包 母  | 包龍星之母 包有為之祖母，包不同之妻。由於經歷喪子之慟而精神錯亂。                                                                                |
| 鍾麗緹 | 陸惠玲   | 陳美貞   | 吳好緹 | 吳廣得之妹 賣藝人 故事後期幫助包龍星透過雜技恐嚇來福 後與包龍星結為夫婦，成為包龍星元配，並懷有身孕 名字諧音「唔好提」（語版為「」）             |
| 梁榮忠 | 梁榮忠   | 康殿宏   | 吳廣得 | 吳好緹之兄 賣藝人 一開始以為包龍星為女子，因而愛上包龍星。后为包龙星之大舅子 故事後期幫助包龍星透過雜技恐嚇來福 名字諧音「唔講得」（語版為「」） |
| 蔡少芬 | 曾秀清   | 呂佩玉   | 如 煙  | 鳳來樓妓院紅牌艺妓 後與包龍星結為夫婦，成為包龍星二夫人，並懷有身孕                                                                              |
| 李健仁 |          |          | 如 花  | 包龍星家之下人 絕招為無敵穿牆術 |

#### 戚家
| 演員   | 粵語配音 | 國語配音 | 角色     | 附註 |
| ------ | -------- | -------- | -------- | --- |
| 黃鳳瓊 | 陸惠玲   |          | 姚婉君   | 常威的表妹，戚老爺的續弦，秦蓮的婆婆。 與常威有姦情 被常威所殺 |
| 梁啟智 |          |          | 戚老爺   | 姚婉君丈夫，秦蓮的公公。 被常威所殺 |
| 田啟文 |          |          | 戚家少爺 | 秦蓮丈夫 綽號「肺癆鬼」，後來康復 被常威所殺 |
| 程東   | 李智良   |          | 來 福    | 戚家下人 被方唐鏡收買 文盲 家貧想入宮當太監所以自閹，無奈沒錢疏通進不了宮，來戚家當長工 被指與秦蓮通姦 被包龍星成功推翻口供後，供認受方唐鏡收買串供，之後因辱罵李連英被判處掌摑之刑，遭李連英侍衛趁機擊昏 |

#### 朝廷/其他人物
| 演員   | 粵語配音 | 國語配音 | 角色                 | 附註 |
| ------ | -------- | -------- | -------------------- | --- |
| 黃一山 | 黃一山   |          | 爱新觉罗·载淳        | 同治帝 當時的皇帝 與包龍星在妓院相識，幫助包龍星申冤 時常嫖妓 最後罹患花柳病駕崩 包龍星之好友 |
| 歐瑞偉 | 李智良   |          | 恬親王               | 同治帝的從弟 虛構人物，原型是「郡王銜貝勒」載澂 時常帶同治帝去嫖妓 包龍星之好友 |
| 盧雄   | 盧雄     |          | 花 公                | 尚書大人 包不同的故交 曾在窮苦無飯時，得到包不同的布施 同治年間，任刑部尚書 雖在包龍星親自見面時，有協助重審案件的意願，但得知案件與常威有關，而反過來和常昆等人陷害包龍星 常威就地正法後，與陳百祥、常昆被革職，遊街示眾 包龍星之敵人 |
| 谷峰   |          | 徐健春   | 常 昆                | 水師提督 包龍星之敵人 常威之父 李連英之義弟 兒子就地正法後，與陳百祥、花尚書被革職，遊街示眾 |
| 劉洵   | 張炳強   |          | 李連英               | 受老佛爺寵愛的太監 當時，任內務府總管五品官 常威之義父（臺灣版配音作義祖父） 常昆之義兄（臺灣版配音作義父） 包龍星之敵人 最后看清常威的真面目後而與常威決裂                                                                            |
| 徐錦江 | 周永光   |          | 雷 豹                | 知名差人 京城六扇門第一神捕 綽號「豹子頭」 初為陳百祥之合作對象，後為敵人 後被皇上封為協助包龍星辦案的「高手高手高高手」 原為包龍星之敵人，後化敵為友                                                                                  |
| 黃一飛 | 黃一飛   |          | 陳百祥               | 七品知縣 包龍星背後的正牌縣令 貪官 原為雷豹之合作對象，后為敵人 常威就地正法後，與花公、常昆被革職，遊街示眾 包龍星之敵人 名字直接影射藝人陳百祥                                                                                       |
| 吳啟華 | 朱子聰   | 徐健春   | 方唐鏡               | 廣東四大狀師之一 類似現代的律師 被稱「荒唐鏡」 勾結常昆並收買一干人證誣告戚秦氏 被打更佬和來福指證收買人證後被革去功名，之後因辱罵李連英被判處掌摑之刑，遭李連英下令趁機擊昏                                                           |
| 鄒兆龍 | 陈欣     | 李香生   | 常 威                | 常昆之子 李連英之義子（臺灣版配音作義孫子） 戚家命案兇手 與表妹姚婉君有染 包龍星之敵人 後被包龍星處以虎頭鍘刑，並就地正法 |
| 苑瓊丹 | 苑瓊丹   | 崔帼夫   | 三 姑                | 鳳來樓妓院老鴇 烈火奶奶之敵人 鬧交高手 包龍星之好友 在剧中最后怀孕，剧中並無交代孩子父親 |
| 魯芬   | 陸惠玲   | 姜瑰瑾   | 烈火奶奶             | 另家妓院老鴇 三姑的競爭對手 三姑之敵人 吵架高手 最後吵到七竅生煙而暈倒 |
| 曾健明 |          |          | 打更佬               | 戚家灭门案证人 發現常威正在打來福後被常威打昏 被方唐鏡收买 後因看到雷豹拖出被腰斬後的雙腿便講出全部實情，並供出被方唐鏡收買之事，推翻來福當初的口供                                                                                    |
| 楊和   | 黃志明   |          | 朱二                 | “回春堂”药店掌柜 被方唐镜收买诬陷秦莲在其药店买了一斤砒霜，实际上他店裏只进貨了半斤砒霜。事後包龍星命包有為假扮其被腰斬的樣子以嚇唬其他證人翻口供。                                                                                    |
| 凌漢   |          |          | 仵作                 | 被方唐鏡收买 包龍星命人假扮其被打得頭破血流的樣子以嚇唬其他證人翻口供。 |
| 黃雄   |          |          | 林員外(台譯：林志穎) | 藉口收租意圖強姦黃老秋之妻，反控對方垂涎自己美色 |
| 許思敏 |          |          | 妓女                 | 鬧交高手 |

## 用典與改編
本片雖然為搞笑名作，卻致敬了很多膾炙人口的野史或小說情節，例如《包公案》，劇情元素還採納了《王景隆會蘇三》、《俞鸿图案》、《竇娥冤》、《楊乃武案》等傳奇，甚至是《天龙八部》，此劇也在其中用了左宗棠、載澂、周邦彥、李師師、養由基等名人的小故事或野史，劇中出現的人物同治帝、李連英和方唐鏡也是真有其人。
- 本劇主角包龍星的父親「包不同」，取材自《天龙八部》小說中的人物名。
- 劇中包不同自言當過貪官，綽號「攣都拗得直，死都詏返生（彎了能弄直，死了能救活）」，因此包龍星的十二個哥哥無一能活。此句出自廣東俗語，形容人口才了得，甚至能顛倒是非。後來包龍星當上鳳來樓跑堂後苦練口才，電影透過畫面體現此句。
- 剧中蔡少芬饰演的如烟跟包龙星对话中的「我空虚，我寂寞，我冻」取自于林忆莲1986年歌曲《放纵》歌词。
- 劇中的兇手常威，人稱常公子，並有高官父亲水师提督常昆撐腰；出自《清稗類鈔》左宗棠擔任駱秉章之幕賓時，大力主張，斬殺一位富裕而四處行賄的殺人犯「常公子」[1]。
- 劇中的狀師方唐鏡，本名潘鑒，為清朝末年的廣東四大狀師之一，其打官司的技巧很強，但其為人荒唐，花名為「荒唐鏡」。
- 劇中，豹子頭追殺江洋大盜，大盜們得寸進尺，要求豹子頭不用刀、不用手、不用腳，豹子頭只好用獅吼功。這取材於古代傳奇的《一箭救楚》，是楚國養由基與鬬椒決鬥時，躲其射箭的故事。
- 劇中，同治帝說因「六月飛霜」，代表案件有冤情；六月飛霜為《竇娥冤》的經典劇情，而竇娥之所以枉死於官府，也是因為被誣告毒殺親人。
- 劇中，同治帝到飄香院嫖妓，豹子頭、包龍星躲在床下。這取材出自《貴耳集》宋代周邦彥嫖李師師時，道君皇帝亦來光顧，周邦彥只好躲在床下的野史[2]。
- 包龍星被皇帝賞識，由妓院中被提拔，成為一品官八府巡撫兼欽差大臣，為女主角伸冤；《王景隆會蘇三》劇中，王景隆離開妓院後，苦讀考取進士，成為八府巡按，並為女主角伸冤；實際上按清朝官制：八府巡撫為從二品、欽差大臣無品級但代表皇帝執行事務、尚書從一品、九門提督從一品、內務府總管正二品（按祖制太監品級以四品為限，此職本不由太監出任，惟李蓮英以總管太監之職獲封正二品）、縣令 正七品。
- 劇中包龍星為了恫嚇証人，讓包有為扮演因作偽証被腰斬為兩截的藥店掌櫃，臨死前血書了個「慘」字。傳聞中，雍正十二年（1734年）三月十二日河南學臺俞鴻圖因科舉舞弊被雍正帝腰斬，俞鴻圖用手指蘸血在地上連續寫了七個「慘」字才慢慢痛苦地死去；事後雍正帝惻然不忍，宣布廢除腰斬之刑[3]。
- 本劇中提到明朝崇禎帝賜包家尚方寶劍，包龍星說此劍可以「上斬昏君，下斬讒臣」。事實上，明朝的尚方寶劍是一種由皇帝頒贈給高階軍官的信物，僅能斬監司（藩司、臬司等）以及副將以下官員，更別說斬皇帝了[4]。
- 本劇中，李蓮英被稱為「內務總管五品官」，在公堂上飛揚跋扈，欺壓八府巡按包龍星。事實上李蓮英以總管太監之職獲慈禧封正二品，而且李蓮英為人恭敬謹慎，絕少得罪大臣，更不作威作福。
- 劇中，李蓮英被稱為「公公」，而且年齡看上去已經60-70歲了，事實上同治帝在位至駕崩的時候，李蓮英還不到30歲。
- 本劇中，李蓮英說，大清開國以來，從未有甚麼尚方寶劍。但劇中年代是同治年間，據《清史稿》計，雖說沒有「尚方寶劍」這個名字，當時起碼已有六次賜類似尚方寶劍的刀劍之紀錄了，包括乾隆平定兩金川時賜遏必隆刀給傅恆、討伐太平軍時賜遏必隆刀給賽尚阿、後轉賜徐廣縉，討伐太平軍時賜銳捷刀、訥庫尼素刀、神雀刀予惠親王綿愉、科爾沁親王僧格林沁，以及欽差大臣勝保。
- 劇中，方唐鏡誣賴戚秦氏因通姦事發而謀殺夫家全家，並屈打成招，包龍星叔侄怒告御狀；事實上，同治年間有極其相近的案件，楊乃武與葛畢氏被指控為通姦殺夫，兩人被嚴刑拷打而認罪，險些被處死，楊家親屬歷經七次重審最後上告御狀，驚動兩宮太后下旨再度重審光緒年間終還清白，其中的仵作驗屍、藥鋪賣砒霜、指派欽差大臣重審等都出現在電影裡。
- 野史中，同治帝由於時常與貝勒載澂去嫖妓，而得了花柳病（梅毒），最後病重駕崩。與本劇中同治帝死因相同。

## 版本区别
- 香港粤语原声版本，未修复的dvd版本内容对白无删减。但后来发行蓝光BD删减了 片头的清官等片段  奈飞的片源就是引用香港蓝光BD
- 韩国原声版本 ，发行的蓝光BD 未删减
- 台灣国语配音版本，為了因應諧音的笑梗，「吳廣得」變成「莫再蔣」，「吳好緹」變成「莫再緹」，「巡按」變成「巡撫」[5]，並有删改部分粵語粗話内容。另外包龍星在妓院罵戰得勝後的鏡頭亦拍了兩個版本，當中懸於樑上的牌匾分別為「嗌交王」和「吵架王」（後製的版本則統一使用了國語版本的鏡頭，因而僅有「吵架王」牌匾，並去除了粵語粗話動畫配字以及三姑外援被罵至吐血的鏡頭）。
- 中國大陸電視臺版本，根据台灣国语配音版刪減部份內容，把許多罵人的粗話对白修改得更文雅。另外把多數出現的歷史人物都改為虛構人物或者隱藏其名，如「明朝崇禎皇帝」改為「前朝大同皇帝」；「李連英公公」改為「李維新公公」；「老佛爷」也改成「聖母皇太后」。

## 外部連結
- 開眼電影網上《九品芝麻官》的資料（繁體中文）
- 豆瓣电影上《九品芝麻官》的資料 （简体中文）
- 香港影庫上《九品芝麻官》的資料（繁體中文）
- 时光网上《九品芝麻官》的資料（简体中文）
- 爛番茄上《九品芝麻官》的資料（英文）
- 互联网电影数据库（IMDb）上《九品芝麻官》的资料（英文）